# Mycosphaerella aureocorona
Mycosphaerella aureocorona är en svampart som beskrevs av Priest 2006. Mycosphaerella aureocorona ingår i släktet Mycosphaerella och familjen Mycosphaerellaceae.   Inga underarter finns listade i Catalogue of Life.